# 2202 Pele
2202 Pele è un asteroide near-Earth. Scoperto nel 1972, presenta un'orbita caratterizzata da un semiasse maggiore pari a 2,2910585 UA e da un'eccentricità di 0,5113063, inclinata di 8,73770° rispetto all'eclittica.